# Sportarena
Die Sportarena GmbH war eine 100%ige Tochter der Saks Fifth Avenue OFF 5th Europe GmbH (bis 31. Juli 2016 war sie Tochter der Galeria Kaufhof) und mit 13 Filialen auf 40.000 Quadratmetern Verkaufsfläche im Sport- und Outdooreinzelhandel vertreten. Die Filialen verteilten sich über ganz Deutschland und waren zum Teil auf einzelnen Etagen des örtlichen Kaufhofs (z. B. in Bonn, Düsseldorf und Wuppertal) oder als eigenständiges Ladenlokal zu finden. 2018 wurden alle Filialen geschlossen.
Als Tochtergesellschaft gehört die Sportarena GmbH dem ehemaligen Kaufhof-Eigentümer Hudson’s Bay Company.